# Хехло-Перше
Хехло-Перше (пол. Chechło Pierwsze) — село в Польщі, у гміні Добронь Паб'яницького повіту Лодзинського воєводства.
Населення — 1029 осіб (2011).
У 1975-1998 роках село належало до Серадзького воєводства.

## Демографія
Демографічна структура станом на 31 березня 2011 року:
|          | Загалом | Допрацездатний вік | Працездатний вік | Постпрацездатний вік |
| -------- | ------- | ------------------ | ---------------- | -------------------- |
| Чоловіки | 510     | 105                | 357              | 48                   |
| Жінки    | 519     | 99                 | 314              | 106                  |
| Разом    | 1029    | 204                | 671              | 154                  |